# カッティング (小説)
『カッティング』（THE CUTTING COMPLEX）は、翅田大介による日本のライトノベル。イラストは、もが担当。第1回ノベルジャパン大賞佳作受賞作品。HJ文庫（ホビージャパン）より2007年7月から2008年9月まで刊行された。

## ストーリー
Case of Mio（1・3・4巻）
平凡な高校生・相坂カズヤは誰もが認める美少女でありながらも自傷癖が原因で他の生徒から敬遠されていた西周ミオに告白し、付き合い始める。
付き合い始めた当初はカズヤのことを気に留める様子も無く今まで通り黙々と本を読むだけのミオであったが、月日を重ねるうちに少しずつ他人との接し方に変化が生じ、自傷癖も沈静化の兆しを見せ始める。ところが、初めてのデートで映画館に行った帰り、ミオは通り魔に右脇腹を刺されてしまう。
Case of Tomoe（2巻）
幼少の折、母・巴を交通事故で亡くした紅条ケイイチロウは事故を契機に父親から疎まれ、伯父・光瀬宗一郎に引き取られて育てられた。
ケイイチロウは日頃から「自分には何の価値も無い」と言い聞かせ、伯父とその家族に迷惑を掛けないことをモットーとしながら生活しているが、夏休み明けに自分の妹だと名乗る少女・紅条トモエが転校して来た日から奇妙な出来事が次々と起こり始める。

## 登場人物
沙姫部 みさき（さきのべ - ）
ミオ編・トモエ編に共通して登場。ミオ編の主人公・相坂カズヤが通っていた中学の元生徒会長。カズヤを気に入り、一方的に書記へ任命した。トモエ編のヒロイン・紅条トモエともこの頃から面識がある。2年後、雨が降る街中でカズヤと再開し、死んだはずのミオが蘇ったことに関する奇妙な体験を打ち明けられる。
カズヤにはその事実を明かしていないが、秘密組織・Idoraが研究する再生技術「B.R.A.I.N.complex」の大口投資者である真部家の令嬢で「被験者」の1人。実家を嫌って叔父の養女となり、沙姫部姓を名乗って一人暮らしをしている。
過去に5回の死（内4回は自殺）を繰り返し、現在は6代目。理由は不明であるが、同じ「被験者」の葛峰聖とは互いに反目し合っている。
黒威 兼互（くろい けんご）
国立汎生体研究所監査役。西周隆乃・美羽夫妻の研究をベースに、オリジナルの脳から肉体を成長した状態で複製する非合法技術「B.R.A.I.N.complex」の研究と実践を担当している。黒威にとって全ての被験者は客観的な観察対象であり、それ以上でもそれ以下の存在でもない。

### Case of Mio
相坂 カズヤ（あいさか - ）
ミオ編の主人公。県立高校1年生。読書が趣味で、自傷癖のため他の生徒から敬遠されていた西周ミオもそうであることを知り告白する。以後は隣り合って本を読むだけでこれと言った進展も無い仲であったが、初めてのデートの帰りにミオが通り魔の凶刃に倒れた後、黒威に誘われるまま汎生体研究所へ連れて行かれ「B.R.A.I.N. Complex」によるミオの「再生」工程を見学させられる。
その後「B.R.A.I.N.complex」被験者・西田貴流からミオと共に命を狙われるたものの九死に一生を得る。ところが、夏休み明けに不慮の交通事故に遭い、死の淵を彷徨う中で聞き覚えのある男の声を耳にする。
西周 ミオ（にしあまね - ）
県立高校1年生。容姿端麗・成績優秀ながら左腕にリストカットの痕跡である血の滲んだ包帯を常に巻き付けており、近寄り難い雰囲気でカズヤ以外の生徒からは敬遠されていたがニーチェを愛読していることがきっかけでカズヤと付き合うようになる。ところが、映画館へデートに行った帰り道で通り魔に刺されて瀕死の重傷を負い、汎生体研究所で「3代目」として再生した。
カズヤと知り合ったのは、中学時代に修学旅行先の京都で乗っていたバスが土砂崩れに遭って「初代」の肉体が滅びた後に再生された「2代目」である。
高見 明（たかみ あきら）
カズヤの中学時代からの親友。ゴシップの収集に長けており、みさきの「一の子分」を自称している。
杉野 夏姫（すぎの なつき）
カズヤの中学時代の同級生で、現在は全寮制の昴領学園高校に進学している。カズヤとミオの初デートの帰りに偶然、カズヤと再会しミオを紹介される。中学時代、女子テニス部の部長であったが両親の不和からリストカットを繰り返していた過去を持つが現在は立ち直り、大学生と付き合っている。
西周 隆乃・美羽（にしあまね たかの・みう）
ミオの両親。共に生化学の権威であり、以前は大学の研究室に所属していたが現在は民間の研究機関に所属している。
西田 貴流（にしだ きりゅう）
16歳・高校1年生。他人を傷付けることに快楽を覚え、すれ違いざまにミオの右脇腹を刺してその命を奪った。
ミオと同様「B.R.A.I.N.complex」の「被験者」。同じ「被験者」であるミオに歪んだ愛情を抱き、その体内に埋め込まれている再生用のデータ集積回路を破壊することでミオに「完全な死」を与えようとする。
相坂 良雨（あいさか りょう）
カズヤの妹。神社の境内に棄てられていた猫の世話をしていたが、その猫が亡くなったので両親を説得し遺された3匹の仔猫に「アマテラス」「ツクヨミ」「スサノオ」と名付けて家で飼っている。特に茶色のスサノオが気に入っているがある日、スサノオが雨の中で何者かに瀕死の重傷を負わされたことに衝撃を受ける。
スーパーロボット系アニメの鑑賞が趣味で、カズヤ・ミオと3人でカラオケに行った際は主題歌メドレーを熱唱していた。
葛峰 聖（くずみね せい）
業界最大手の製薬会社・葛峰産業の創業者一族の令嬢。夏休み明けにカズヤたちと同じ県立高校へ転校して来た。
本来の年齢はカズヤたちより1歳上であるが、かつて「B.R.A.I.N.complex」での再生に長期間を費やしたことが原因で留年している。そのため、双子の弟・昴の方が1学年上になっている。
カズヤに対してミオの過去に関する情報を提供したのを始め、何らかの意図を持ってカズヤと接触しているがその理由は謎に包まれている。みさきとは互いに反目し合う関係であるが、その理由は不明。
葛峰 昴（くずみね こう）
聖の双子の弟だが、姉が「再生」した際のタイムラグで姉よりも1学年上になっている。転校早々、甘いマスクと知的な印象で女生徒の人気を集めるが、本人は肉体的にも精神的にも姉から支配を受けており、いかなる場合でも自分の意志より姉の意志を優先して行動する。

### Case of Tomoe
紅条 ケイイチロウ（くじょう - ）
トモエ編の主人公。カズヤより1学年上で、別の県立高校に通っている。幼少の折に母・巴が自分をかばって交通事故死して以降、父・宗次郎から疎まれたため伯父・光瀬宗一郎に引き取られる。そうした生い立ちが理由となって常々「自分には何の価値も無い」と言い聞かせながら日々を過ごしている。
紅条 トモエ（くじょう - ）
ケイイチロウが光瀬家へ引き取られた後、ケイイチロウの実父・宗次郎の養女となった少女。ケイイチロウやその母・巴と同じ色の瞳をしている。
宗次郎の病死後、一時的に光瀬家へ預けられることになるがケイイチロウに対して原因不明の敵愾心を剥き出しにする。
その正体は宗次郎が汎生体研究所に依頼して事故死したケイイチロウの母・巴のクローンであるが、巴は「B.R.A.I.N.complex」被験者ではなかったため、トモエ自身は巴の記憶を共有していない。巴の完全な再生を望む宗次郎はトモエに巴の生涯を追体験させることでトモエに巴の記憶を上書きしようとするのだが、トモエ自身は宗次郎の肉体的・精神的拘束に苦痛を感じ、荒れた中学時代を過ごしていた。
光瀬 宗一郎（みつせ そういちろう）
ケイイチロウの伯父で、元新聞記者。地方有数の資産家・紅条家の長男であるが、家督継承権を放棄し妻・美都（みやこ）と結婚した際に光瀬家の婿養子となる。死の床に伏した宗次郎の頼みで一時的にトモエを引き取るが――。
紅条 宗次郎（くじょう そうじろう）
ケイイチロウの実父で、光瀬宗一郎の弟。兄の出奔で家督を継いだものの妻・巴を交通事故で失った後にケイイチロウを突き放すようになり、ケイイチロウは光瀬家へ引き取られた。その後、トモエを養女として迎え入れるが病魔に冒され死の床で兄・宗一郎に引き取り手が見つかるまでとの条件でトモエを託す。
汎生体研究所に依頼し、事故死した巴のクローン体であるトモエを作らせた張本人。トモエに巴の生涯を追体験させ、記憶を上書きさせることを試みる一方で自身もクローン体として若い頃の肉体を取り戻し、ケイイチロウの前に現れる。

## 既刊一覧
- 翅田大介（著） / も（イラスト） 『カッティング』 ホビージャパン〈HJ文庫〉、全4巻
  1. 「Case of Mio」2007年7月1日初版発行（同日発売[3]）、ISBN 978-4-89425-572-2
  2. 「Case of Tomoe」2007年12月1日初版発行（同日発売[3]）、ISBN 978-4-89425-620-0
  3. 「Case of Mio Entanglement」2008年5月1日初版発行（同日発売[3]）、ISBN 978-4-89425-701-6
  4. 「Case of Mio Reincarnation」2008年9月1日初版発行（同日発売[3]）、ISBN 978-4-89425-747-4